# Épieds (Aisne)
Épieds è un comune francese di 420 abitanti situato nel dipartimento dell'Aisne della regione dell'Alta Francia.

## Monumenti e luoghi d'interesse
- La chiesa di San Medardo a Épieds fu costruita tra il XII e il XIII secolo. È costituita di una  navata centrale con due navate laterali, di un transetto e di un coro ed è classificata monumento storico di Francia dal 1920[2]. Il coro e il transetto, di stile gotico primitivo, risalgono al XII secolo, la navata centrale e le due collaterali, ornate di bei capitelli, sono più recenti, e il campanile è stato costruito nel XIII secolo. Essa comprende la lapide, senza effigie, di Antoine de Berthomeuf, signore di Moucheton, datata 1772[3], come un'altra pietra tombale, divisa oggi in due parti in senso longitudinale, indicante la sepoltura di un antico curato della parrocchia, deceduto nel 1620[4]. Si nota ugualmente una statua in pietra della Madonna col Bambino del XIV secolo[5].

- Il castello di Moucheton, costruito alla fine del XVI secolo e rimaneggiato in stile troubadour nel XIX secolo, residenza privata della famiglia d'Ainval: le facciate e le coperture del castello, come gli edifici della fattoria e il mulino, costruiti tra il XVII secolo e l'inizio del XVIII, sono classificati tra i Monumenti storici di Francia dal 1992. Essi sono costruiti in pietra piccola e intonacati con gesso grezzo secondo le modalità di costruzione della Brie, e testimoniano de l'evoluzione di un piccolo dominio signorile dalla fine del XVI secolo alla metà del XIX[6].
- Due lavatoi, uno situato nel villaggio, l'altro nella frazione di Trugny[7].

## Società

### Evoluzione demografica
Abitanti censiti